# Práxedes Mateo Sagasta

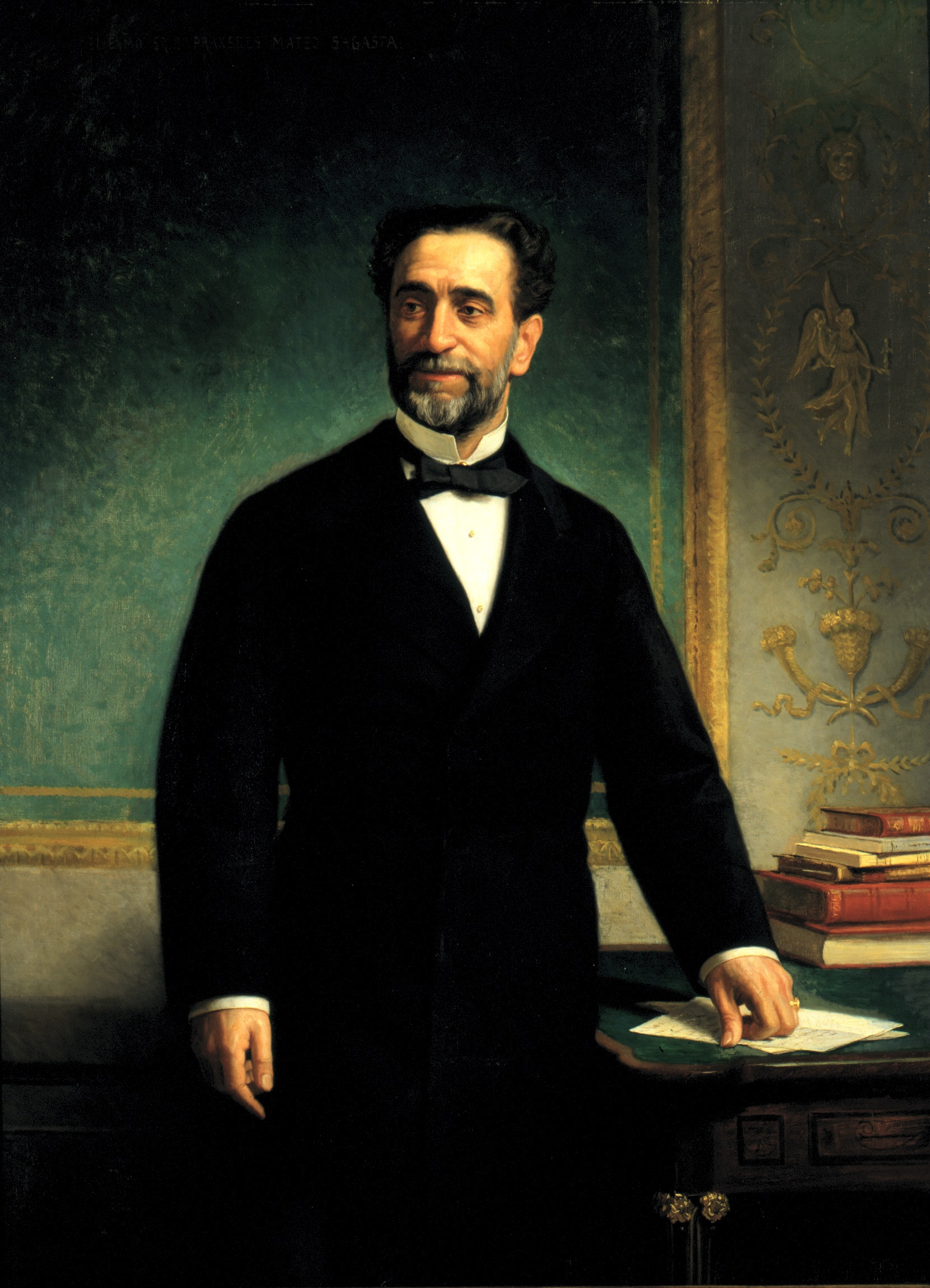
Práxedes Mariano Mateo Sagasta

Práxedes Mariano Mateo Sagasta y Escolar (Torrecilla en Cameros, 21 juli 1825 – Madrid, 5 januari 1903) was acht keer premier van Spanje tussen 1871 en 1902. Hij was lid van de Liberale Partij en het vrijmetselarij genootschap. Zijn eeuwige rivaal was de conservatief Antonio Cánovas del Castillo. Hij werd geroemd voor zijn welbespraaktheid.

## Beroepsloopbaan
Mateo Sagasta studeerde aan de ingenieursschool voor stratenbouw in Madrid. Na zijn eindexamens werd hij in 1849 leider van de openbare werken in de stad Zamora. Vanaf 1852 was hij belast met de plannen voor een spoorweg tussen Valladolid en Burgos. In het jaar 1857 werd hij leraar aan de pas opgerichte school voor openbare werken in Madrid. In 1866 verloor hij deze functie echter wegens zijn deelname aan een mislukte opstand.

## Politieke loopbaan

### Regering van koninginIsabella II
Na de opstanden van juli 1854 werd hij in oktober van hetzelfde jaar voor de progressisten verkozen in de grondwetgevende Cortes Generales. Belangrijke partijpunten van de progressisten waren in die tijd de garantie van de fundamentele vrijheden, algemeen stemrecht voor de gemeente- en stadsraden, decentralisatie van het bestuur, ministersverantwoordelijkheid en de reorganisatie van het leger. Bij de verkiezingen van 1856 werd hij niet herkozen. Van 1858 tot 1863 was hij opnieuw afgevaardigde van de Cortes.
Vanaf 1865 stond hij in verbinding met Juan Prim, die een revolutionaire volksopstand tegen koningin Isabella II plande. In 1866 gebeurde dit in de kazerne San Gil en Mateo Sagasta werd ter dood veroordeeld. Hij kon echter ontkomen door in ballingschap te gaan naar Frankrijk.

### Overgangsregering van 1869
Nadat Isabella II in 1868 na een revolutie werd afgezet en met haar familie in ballingschap ging, vormde Francisco Serrano y Domínguez in oktober 1868 een overgangsregering. Vervolgens werd Sagasta naar Spanje teruggeroepen om minister van Binnenlandse Zaken te worden in deze regering. Deze regering bleef in functie tot aan de verkiezingen van januari 1869, die voor het eerst verliepen met algemeen stemrecht voor mannen.
Bij deze verkiezingen werd Sagasta eveneens verkozen tot parlementslid. Als minister werd hij geconfronteerd met de binnenlandse problemen in Spanje, zoals een landbouwcrisis die leidde tot hongersnood en een tekort aan werk. Onder zijn ministerschap werd er tevens een nieuwe grondwet goedgekeurd waarbij het oprichten en organiseren van arbeidersbewegingen werd toegelaten. Van januari tot en met december 1870 was hij minister van Buitenlandse Zaken en werd hierdoor samen met premier Juan Prim betrokken bij de onderhandelingen met de buitenlandse kandidaten voor de Spaanse troon. Sagasta speelde hierbij een belangrijke rol. Na de troonsbestijging van de Italiaanse koningszoon Amadeus en de moord op Juan Prim eind december 1870, werd Sagasta tot in juli 1871 opnieuw minister van Binnenlandse Zaken in Spanje. In maart 1871 werd hij eveneens herkozen in de Cortes. Van 21 december 1871 tot in mei 1872 was hij premier van Spanje, maar moest aftreden na een corruptieschandaal.
In augustus 1872 verloor Sagasta zijn zitje in de Cortes en was dus geen parlementslid toen in februari 1873 de Eerste Spaanse Republiek werd uitgeroepen. Bij de eerstvolgende verkiezingen werd hij lid van de grondwetgevende Cortes.
Na de putsch van generaal Manuel Pavía en de parlementsontbinding op 3 januari 1874 werd hij minister van Buitenlandse Zaken onder het presidentschap van Francisco Serrano. Van 13 mei tot en met 3 september 1874 was hij opnieuw minister van Binnenlandse Zaken. Op 3 september 1874 werd hij dan opnieuw premier. Nadat generaal Arsenio Martínez Campos in december 1874 een putsch pleegde en de monarchie herstelde, waarbij prins Alfons, de zoon van Isabella II, tot koning werd uitgeroepen; gaf Sagasta op 31 december 1874 het premierschap door aan Antonio Cánovas del Castillo.

### Alfons XII en de turno pacifico
De politiek van de restauratieperiode, vooral in de tijd van de regering van Alfons XII en later van regentes en koningin-weduwe Maria Christina, kenmerkte zich door de wissels van conservatieve regeringen onder Cánovas del Castillo en van liberale regeringen onder Mateo Sagasta. De Conservatieve Partij bestond vooral uit leden afkomstig uit de vroegere Partido Moderado en de Liberale Unie en had veel aanhang bij de grootgrondbezitters, de bureaucraten en de militairen. De Liberale Partij, met veel voormalige progressisten in de rangen, had veel aanhang bij de commerciële en de industriële burgerij. Dit tweepartijensysteem zou de Spaanse politiek tot het einde van de 19e eeuw beheersen.
Na een lange conservatieve regeerperiode werd Sagasta in 1881 premier van een liberale regering en wilde een hele reeks van hervormingen doen, zoals de opheffing van de perscensuur, de toelating van een vrijheid van onderwijs aan de hogescholen en de legalisering van vakbonden en arbeidsbewegingen. Omdat er binnen de partij verdeeldheid was over het kiesrecht, trad Sagasta in oktober 1883 af als premier en liet zich vervangen door een andere liberaal. In 1884 kwamen de conservatieven opnieuw aan de macht.
Na het overlijden van koning Alfons XII in 1885, kwamen Cánovas en Sagasta samen om te beloven dat ze de politieke stabiliteit gedurende de liberaal-conservatieve machtswissels zouden garanderen gedurende het regentschap van koningin-weduwe Maria Christina. Deze belofte bleef gelden tot aan de dood van beide staatsmannen.

### De heerschappij van regentes Maria Christina
Na het overlijden van Alfons XII op 25 november 1885 trad Cánovas de volgende dag eveneens af als eerste minister, waarna Sagasta opnieuw benoemd werd tot eerste minister (inmiddels al voor de vierde maal). Nadat Sagasta onderhandelingen voerde met enkele linkse partijen en kleine liberale groeperingen om zijn Liberale Partij te vergroten, werden er in april 1886 verkiezingen georganiseerd die de liberalen in hun macht bevestigden. Ook Sagasta werd verkozen tot afgevaardigde. In 1889 kwam er een nieuw burgerlijk wetboek en werd het algemeen mannenstemrecht opnieuw ingevoerd. In juli 1890 nam hij opnieuw ontslag, waarna Cánovas opnieuw premier werd. In mei 1891 wonnen de conservatieven de verkiezingen, maar na onenigheid binnen zijn partij trad Cánovas in december 1892 alweer af.
Vervolgens begon Sagasta aan zijn zesde mandaat van premier en in 1893 won zijn partij de verkiezingen. In zijn regering wilde minister van Koloniën, Antonio Maura, de kolonie Cuba meer autonomie te geven en de toelating te geven om een eigen parlement samen te stellen, maar Sagasta wees dit plan af. Op 24 februari 1895 begon er onder leiding van José Martí op Cuba een gewapende strijd om de onafhankelijkheid na te streven, die uiteindelijk zou leiden tot de Spaans-Amerikaanse Oorlog. Hierdoor nam Sagasta in maart 1895 ontslag als eerste minister, waarna Cánovas opnieuw het premierschap overnam.
Nadat Cánovas op 8 augustus 1897 door een anarchist vermoord werd en de korte interim-regering van de conservatief Marcelo Azcárraga Palmero, werd Sagasta in oktober 1897 voor de zevende maal eerste minister van Spanje. Nadat de Verenigde Staten ingrepen in de gevechten op Cuba en de Spaanse marine een zware nederlaag leed, had Sagasta geen andere keuze dan bij de vrede van Parijs van 1898 de Spaanse kolonies Puerto Rico, Guam en de Filipijnen af te staan aan de VS en de Cuba onafhankelijk maken. Dit zorgde voor een schok in Spanje en de Spanjaarden beschuldigden Sagasta ervan dat hij de nationale belangen verraden had. In maart 1899 nam de conservatief Francisco Silvela y de la Vielleuze het premierschap van Spanje over.
Van 6 maart 1901 tot en met 6 december 1902 was Mateo Sagasta voor de laatste maal premier van Spanje, waarna hij uit de politiek stapte. Op 5 januari 1903 overleed hij op een leeftijd van 77 jaar in Madrid.